# Aganippe Fossa
L'Aganippe Fossa è una fossa sulla superficie di Marte che va dai 4° ai 13° latitudine sud e dai 233° ai 235° longitudine est. Il nome, approvato dall'UAI nel 1976, riprende quello di una caratteristica di albedo presente nelle antecedenti mappe storiche di Marte.
La foto mostra striature scure sulle pendici dell'Aganippe Fossa. Striature simili sono comuni su Marte. Si riscontrano sui ripidi pendii dei crateri e valli. Le striature sono inizialmente scure e diventano più chiare col passare del tempo. A volte partono come un piccolo punto per poi allargarsi per centinaia di metri.